# Meru South (huyện)
Huyện Meru South là một huyện thuộc tỉnh Eastern ở Kenya. Theo điều tra dân số ngày 24 tháng 8 năm 1999, huyện này có dân số 205451 người. Huyện Meru South có diện tích 1093 km². Huyện lỵ đóng tại Chuka.